# José Miguel Pérez Bernad
José Miguel "Chemi" Pérez Bernad (1950 - Zaragoza, 11 de diciembre de 2017) fue un periodista español. 
Pérez Bernad empezó a estudiar Filosofía y Letras, aunque no lo terminó para dedicarse a los 19 años al periodismo. Comenzó a colaborar a los 19 años en el diario Aragón Exprés haciendo críticas de cine y entrevistas, hasta que empezó a trabajar en El Noticiero. Allí, gracias a sus contactos como militante del PC y Comisiones Obreras, se dedicó a las noticias sindicales hasta el cierre del diario en 1977. Después de pasar por el rotativo Mundo Obrero, en 1985 entraría en la redacción de El Día de Aragón cuando el diario subía la persiana. Allí el redactor jefe, Pablo Larrañeta le encomendaría la sección de sucesos y tribunales, actividad por la que sería una referencia de la crónica negra en Aragón. Después de un paso por Diario 16 de Aragón aterrizaría en 1993 en El Periódico de Aragón, donde acabaría jubilándose en 2009.
En la primavera de 2017, recibió el premio de la Asociación de la Prensa de Aragón por su trayectoria. También había sido galardonado por el Colegio de Abogados de Zaragoza y el del Colegio de Procuradores, entre otros.
Pérez Bernad falleció el 11 de diciembre de 2027 víctima de un cáncer en el hospital Royo Villanova de Zaragoza.